# Henry Le Bal
Henry Le Bal est un poète, écrivain, dramaturge et philosophe français, né à Boulogne-Billancourt le 29 août 1959. Il vit à Quimper et écrit en langue française.

## Biographie
Henry Le Bal est né en 1959 à Boulogne-Billancourt, d'une famille bretonne originaire de la région malouine; il vit à Quimper dans le Finistère depuis 1968. 
Écrivain, romancier et dramaturge, il a publié une vingtaine d’ouvrages. Diplômé de philosophie et de théologie 1990 (DEA Reims et DEA Strasbourg), il publie sa première pièce de théâtre en 1988 et ne cesse dès lors d’accompagner à la scène ses nombreuses pièces de théâtre et oratorios. Depuis 2006, il a choisi d’écrire simultanément une version dramatique de chacun de ses romans. Son œuvre est inspirée des interstices de la Bible, cette part non écrite qui invite aux questionnements ; elle met en scène des personnages bibliques, avec lesquels il interroge cette « beauté qui sauvera le monde ». Passionné par l’univers des îles depuis la création en 1999 du Salon du Livre Insulaire sur l’île d’Ouessant, Henry Le Bal en explore les contours poétiques à travers ses recherches sur « l’île ultime ». 
En 2023, Henry Le Bal fête les trente ans de la Galerie de Bretagne, la galerie d'art qu'il a fondée en 1993 à Pont-Aven et relocalisée en 1995 à Quimper rue du Lycée puis rue du Frout.
Engagé en politique, il succéda à Luc Robet de 1992 à 1996 pour présider la fédération royaliste de Bretagne dont il est depuis le président d'honneur. 
Il est le mari d'Isabelle Le Bal , Conseillère municipale depuis 1995 puis première adjointe au maire de Quimper 2014- 2020 et Conseillère régionale de Bretagne (2015-2021).

## Œuvres principales
Théâtre
Henry Le Bal écrit, publie et met en scène pour l'art dramatique depuis 1988.
- La Fête, Éd. Calligrammes, 1988
- Sitio, Éd. Calligrammes, 1993
- Corcovaël, l'ange du huitième jour, Éd. Paqueta, 2006
- Une Heure et quart, Éd. Paqueta, 2009
- Corcovaël, O anjo do oitavo dia, Éd. DOCA, 2009
- Insularis, Éd. L'âge d'Homme, 2012
- La Crypte, Éd. L'âge d'Homme, 2013
- La péniche, Éd. L'Âge d'homme, 2014.
- Les personnages oubliés, Éd. L'Âge d'homme, 2016[5].
- La voix captive, Éd. L'Âge d'homme, 2018.
- Où sont les Zoizeaux? Éd. L'Âge d'homme, 2020
- Le gardien. Éd. L'Âge d'homme, 2022
- Ismaël, oratorio Ed. Paquetà, 2024

Poésie
- L'Île, Éd. Beltan, 1992
- Pilate, Éd. Beltan, 1995
- Passion, Éd. Ithaque, 1998
- Langues de glace, Éd. L'âge d'Homme, 2002
- L'île nue, Éd. Palantines, 2011 (réédition en 2013)
- In Cathedra , Ed. Palantines, 2015 (textes de Henry Le Bal et photographies de Thierry Becouarn)
- Les Masures de l'âme, 2020, Editions Coop Breizh[6]

Roman
- Le Doigt de Dieu, Éd. L'âge d'Homme, 2000
- Le Janvier du Monde, Éd. L'âge d'Homme, 2006
- La Porte, Éd. L'âge d'Homme, 2008
- Naamah, Éd. L'âge d'Homme, 2012

## Théâtre et spectacles
"Le Gardien " : Du dimanche 2 octobre au dimanche 11 décembre (ts les dimanche à 17H 30 au Théâtre de l'île Saint-Louis Paris ) les 21 et 22 juillet au Festival de Cornouaille, les samedi 30 avril et le dimanche 1er mai 2022, création au Ty Théatre (Gouesnac'h) puis tournée au théâtre de l'île Saint-Louis, tous les dimanches du 13 octobre au 11 décembre 2022.
Où sont les Zoizeaux ? au théâtre de l'île Saint-Louis, Paris 4, reprise de la tournée espérée du 19 septembre au 30 octobre 2021.
Où sont les Zoizeaux ? au théâtre de l'île Saint-Louis, Paris 4, du vendredi 16 octobre au dimanche 13 décembre 2020, représentations annulées pour cause de crise sanitaire. seules 6 représentations sur 27 ont eu lieu.
La Voix Captive au Théâtre de l'île Saint-Louis Paris 
du vendredi 19 octobre au dimanche 16 décembre 2018.
Nuit des Cathédrales samedi 12 mai 2018 : Oratorio  Les saisons de l'éternité - musique de Michel Boëdec (Cathédrale Saint-Corentin)
Du 8 septembre au 29 octobre 2017 : deuxième saison Les personnages oubliés au Guichet Montparnasse (Paris 4e)
.
DU 14 octobre au 11 décembre  2016 :  la pièce Les personnages oubliés, mise en scène par Alan Sorano, avec Henry Le Bal, Philippe de Brugada, Alan Sorano, Juliette Raynal au théâtre de l'île Saint-Louis (Paris 4e)
D'avril à mai 2016 : Saint-Bernard, le Chevalier de l'âme (lectures scénographie, avec voix et orgues, à l'église Saint-Bernard de la Chapelle (Paris 18e) et à la cathédrale Saint-Corentin de Quimper produit par la Compagnie Le Parvis.
D'octobre à décembre 2014 : La Péniche, crypte de l'église Saint-Sulpice (Paris 6e), produit par la Compagnie Le Parvis. plus de 25 représentations. La dernière a été jouée sur l'île de Ouessant, le 3 janvier 2015.
D'octobre à décembre 2013 : La Crypte, crypte de l'église Saint-Sulpice de Paris, produit par la Compagnie Le Parvis. La première a été jouée sur l'île de Ouessant, le samedi 21 septembre 2013.
D'octobre à décembre 2012 : Insularis, théâtre de l'île Saint-Louis, produit par la Compagnie Le Parvis.
Mars 2010 : Une Heure ¼, crypte de l’église Saint-Sulpice de Paris.
Mars 2009 : Une Heure ¼, crypte du martyrium de saint Denis puis tournée en mai (Quimper, Concarneau, Quimperlé et Vannes).
Mai 2006 : Corcovaël, (Quimper).
Février 2007 : (Concarneau).
Mars 2007 : Centre culturel Bernanos (Paris).
Mars 2005 : Les sept dernières paroles du Christ de Joseph Haydn, oratorio à l'église Saint-Roch (Paris 1er) et l'église de Locmaria (Quimper).
Mars 2006 : église Santa (Beyrouth).
Mars 2004 : Les larmes de pierre, oratorio, musique Remi Gousseau, église Saint-Roch (Paris).
Mai 2004 : Les larmes de pierre, cathédrale Saint-Corentin (Quimper).
Août 2004 : Les larmes de pierre, les estivales en Puysaie, festival de musique sacrée de Bourgogne (forterre).
Avril 2003 : Les larmes de pierre, église Saint-Joseph (Beyrouth).